# 彼女と彼 (1963年の映画)
『彼女と彼』（かのじょとかれ）は、1963年に公開された羽仁進監督の日本映画である。 
第14回ベルリン国際映画祭に出品され、左幸子が銀熊賞 (女優賞)を受賞した。

## プロット
東京の中流階級の女性 石川直子（左幸子）は、スラム街を見下ろす丘の上にある新しいアパートに夫と住んでいた。
夫の英一（岡田英次）がビジネスマンとしての生活に巻き込まれるにつれ、直子は夫の人生の範囲が縮小しても自分の人生を拡大する方法を模索していた。
彼女は近所の貧困さがわかるにつれ安心感を失っていく。
目の見えない少女と犬と一緒にトタンの小屋に住む伊古奈（山下菊二）に不思議なことに惹かれ、中流階級の住まいの安らぎが容赦なく失われていった。

## スタッフ
以下のスタッフ名はKINENOTEに従った。
- 監督 - 羽仁進
- 脚本 - 羽仁進、清水邦夫
- 製作 - 小口禎三、中島正幸
- 撮影 - 長野重一
- 美術 - 今保太郎
- 音楽 - 武満徹
- 録音 - 安田哲男
- 照明 - 田口政広
- 編集 - 土本典昭

## キャスト
- 左幸子 - 石川直子 [1]、彼女[2]
- 山下菊二 - 伊古奈 [1]
- 岡田英次 - 石川英一 [1]、夫[2]、彼
- 長谷川明男 - 白石浩二 [1]
- 平松淑美 - 中野 [1]
- 堀越節子 - 貸本屋の老婆 [1]
- 穂積隆信 - 医者 [1]
- 市田ひろみ - 看護婦 [1]
- 五十嵐まりこ  - 盲目の少女 [1]
- 笠井ひろ[1]
- 川部修詩 - 刑事 [1]
- 木村俊恵 - 佐々木 [1]
- 桑山正一 - クリーニング店主 [1]
- 松本敏男 - クリーニング店員 [1]
- 蜷川幸雄 - 風船をくばる男 [1]
- 小栗一也 - 洋品店主 [1]
- 椿孔枝[1]
- 高橋美代子[1]

## 受賞歴
以下の受賞歴は特に記載がない限りIMDbに従った。
- 1963年 第14回ブルーリボン賞 主演女優賞 左幸子『にっぽん昆虫記』『彼女と彼』[5]
- 1963年 第18回毎日映画コンクール女優主演賞 左幸子『にっぽん昆虫記』『彼女と彼』[6]
- 1963年 第37回キネマ旬報ベスト・テン[7]
  - 主演女優賞 左幸子（『にっぽん昆虫記』『彼女と彼』）
  - 日本映画ベスト・テン7位 『彼女と彼』（羽仁進監督）
- 1964年 第14回ベルリン国際映画祭[3]。
  - 銀熊賞 (女優賞) 左幸子（『にっぽん昆虫記』、『彼女と彼』）
  - 国際カトリック映画事務局賞(OCIC Award) 羽仁進